# Jamais je n'aurai 20 ans
Jamais je n'aurai 20 ans (títol en castellà: Jamás tendré 20 años) és un còmic de 2016 amb guió i il·lustracions de Jaime Martín. L'obra és una història d'amor basada en les vivències dels avis de l'autor, que van lluitar en el bàndol republicà durant la guerra civil espanyola i van passar temps molt difícils durant de la postguerra, enfrontant-se a les represàlies del règim i combatent la fam.

## Argument

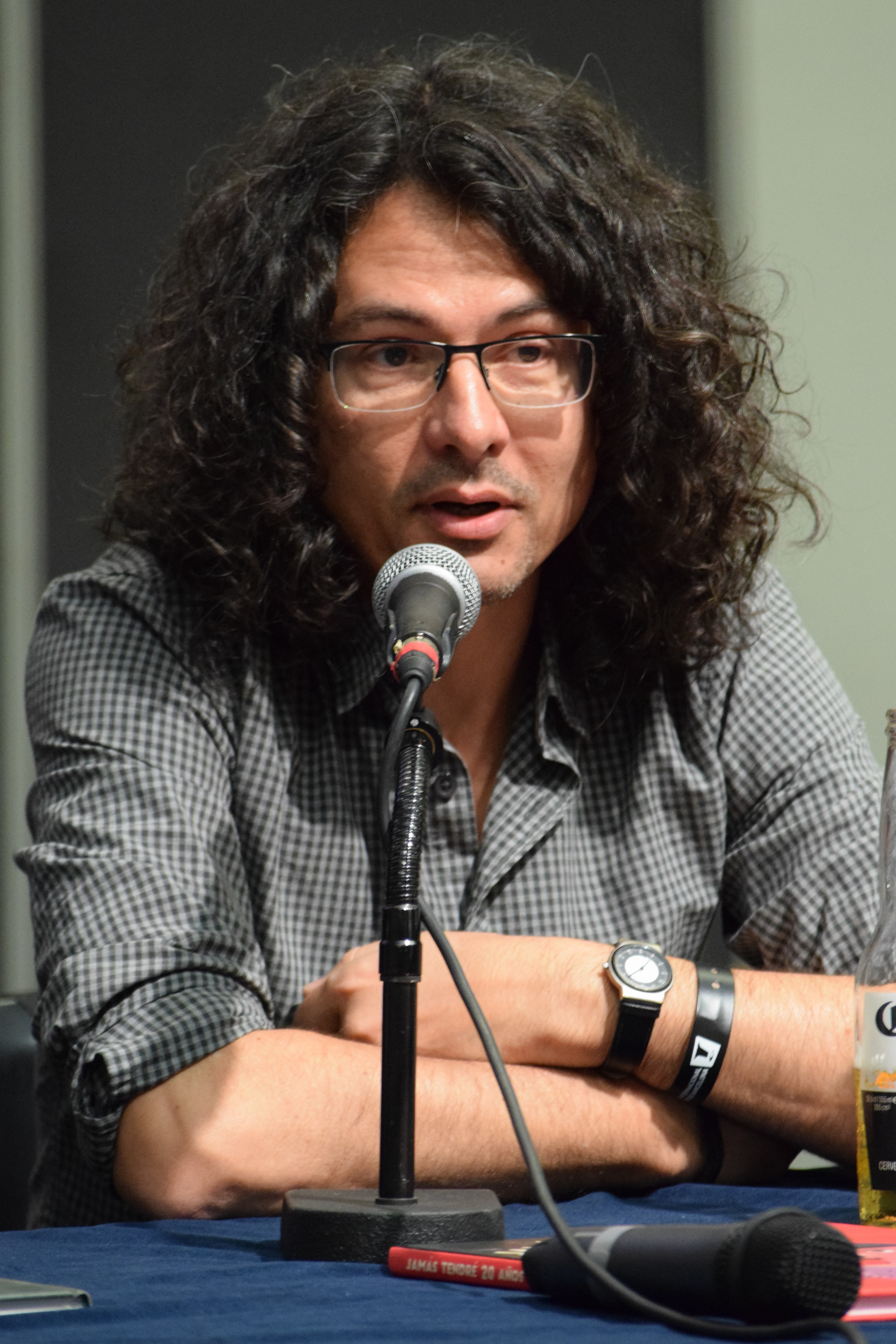
Jaime Martín presentant Jamais je n'aurai 20 ans al Saló del Còmic de Barcelona (2017).

La història comença a Melilla poc abans del cop militar del 17 de juliol de 1936. Isabel treballa com a costurera per un coronel lleial a la república i freqüenta un cercle d'anarquistes format pels seus amics. Quan té lloc l'alçament militar, Isabel aconsegueix abandonar Melilla per arribar finalment a l'Hospitalet de Llobregat, deixant enrere al seus amic, els quals són tots afusellats.
Paral·lelament, Jaime s'incorpora com a artiller voluntari a la columna "Carlos Marx" i es dirigeix al front d'Aragó per combatre les tropes feixistes. No obstant, es veu obligat a retornar aviat a Barcelona degut al delicat estat de salut de la seva mare. La jove que la cuida és Isabel.
Les anècdotes de guerra i les terribles vivències de Jaime, lluitant al front i escapant pels pèls la mort en diverses ocasions, constitueixen una gran part de la història. Acabada la guerra, retorna a casa, on l'espera Isabel, i s'ha de confrontar amb les represàlies del règim franquista.
A l'Hospitalet, Jaime i Isabel s'inicien en l'estraperlo per tal de combatre la fam, amb el contraban de tabac. Però finalment acaben dedicant-se al reciclatge de vidre per sobreviure i mantenir la família, de tres infants. Les tres filles del matrimoni, una de les quals és la mare de Jaime Martín, protagonitzen la darrera part del còmic.

## El títol i la gestació del còmic
Jaime Martín va publicar Jamais je n'aurais 20 ans després d'haver narrat les memòries dels seus pares en el còmic Les guerres silencieuses (2013). No obstant, la història és cronològicament anterior, ja que el còmic indaga en les memòries dels seus avis. Ambdós còmics comparteixen alguns personatges i certs esdeveniments se solapen.
El títol del còmic fa referència al fet que degut al conflicte bèl·lic tota una generació de joves va perdre la seva joventut. Segons afirmava Jaime Martín, «la meva àvia i molts altres, saben que des d'aquest dia ja no tindran joventut». Isabel, la protagonista del còmic i àvia de Jaime Martín, que tenia 19 anys quan va tenir lloc l'alçament franquista. El dia abans de complir els 20 anys, és denunciada i les autoritats venen a buscar-la a casa per tal de detenir-la. És per això que es veu obligada a abandonar Melilla i aconsegueix arribar a Barcelona després de passar per un periple.

## Guardons
El 2017 el còmic va guanyar el premi a la millor obra a la 35a edició del Saló del Còmic de Barcelona.